# Pullman-Streik
Der Pullman-Streik war ein US-amerikanischer Eisenbahnerstreik, der am 11. Mai 1894 als wilder Streik begann. Etwa 4000 Arbeiter der Pullman Company im südlichen Stadtteil Pullman von Chicago, Illinois, verweigerten ihre Arbeit. Der Streik weitete sich zum bis dahin größten Arbeiterprotest in der Geschichte der Vereinigten Staaten aus und beeinträchtigte bis Juli 1894 den Schienenverkehr im Mittleren Westen der Vereinigten Staaten stark. Nach rund zwei Monaten wurde der Aufstand blutig niedergeschlagen.

## Vorgeschichte und Umfeld

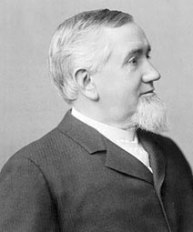
George M. Pullman

George Mortimer Pullman, Besitzer der größten amerikanischen Schlafwagengesellschaft, war ein „Wohlfahrtskapitalist“, der sein Unternehmen nach patriarchalischem Muster führte. Er hatte für seine Arbeitnehmer die nach ihm benannte Industriestadt Pullman errichtet. Die Arbeiter seiner Firma durften dort in attraktiven firmeneigenen Häusern wohnen, die komplett mit sanitären Einrichtungen, Gas- und Abwassersystem ausgestattet waren. Pullman wollte durch diesen Komfort Unzufriedenheit vorbeugen, zahlte aber andererseits nur geringe Löhne.
Alles in Pullmans Stadt gehörte seiner Gesellschaft. Die Häuser der Arbeiter ebenso wie die Warenhäuser, Schulen, die Kirche, ein Theater und der Park. Wasser und Gas bezog die Firma aus Chicago und verrechnete den Verbrauch zu eigenen Preisen. Die Pullman Company steuerte so fast jeden Aspekt des Lebens ihrer Arbeiter und übte eine Art Schuldknechtschaft aus. Die Mieten lagen um ein Viertel über denen in umliegenden Gemeinden. Miet- und andere Schulden wurden automatisch vom Gehalt abgezogen.
In Chicago, einem Eisenbahnknotenpunkt, gehörte die Pullman Palace Car Company zu den bedeutenden Unternehmen. Die Stadt erlebte einen hohen Zugang von Zuwanderern, darunter viele People of Color aus anderen US-Bundesstaaten, aber auch Immigranten aus Europa. In einigen Gebieten war es bereits zu Demonstrationen von Industriearbeitern gekommen, die sich für bessere Arbeitsbedingungen und höhere Löhne einsetzten. So beispielsweise beim Haymarket-Aufstand im Mai 1886 und dem Homestead-Streik im Jahr 1892. Diese hatten auch Menschenleben gekostet.

## Anlass

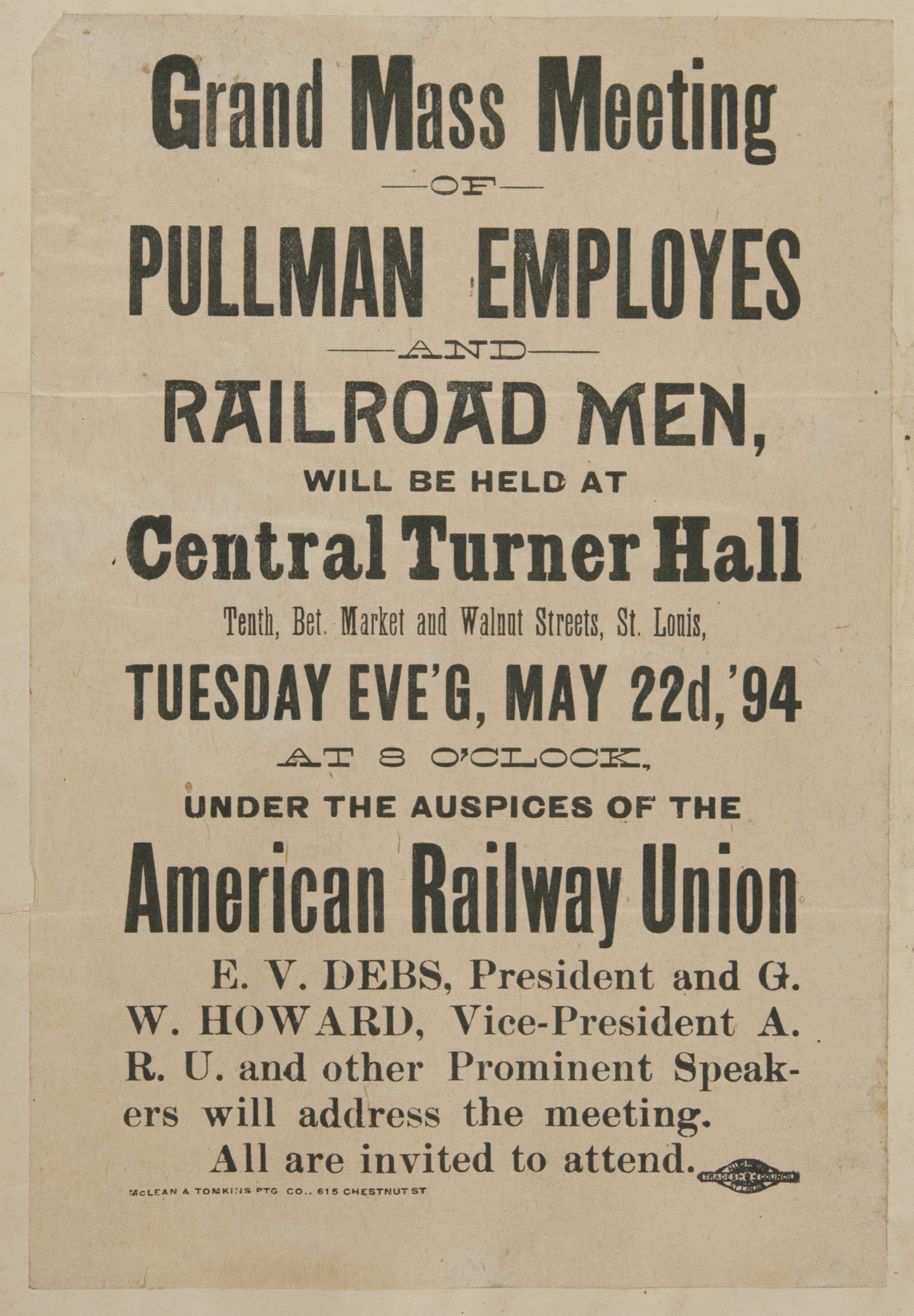
Versammlungsplakat

Die USA erlebten in den frühen 1890er Jahren einen großen konjunkturell bedingten Einbruch, der in der Wirtschaftskrise von 1893 kulminierte. Im Jahr 1893 wurden in Pullmans Unternehmen 3.000 Leute entlassen und den restlichen in der Zeit vom September 1893 bis Mai 1894 eine Lohnkürzung von durchschnittlich 25 Prozent zugemutet. Es gab Einkommensminderungen zwischen 30 und 70 Prozent, ohne dass die Gesellschaft auch die Mieten und andere Kosten in der Arbeitersiedlung reduzierte. Dies führte dazu, dass sich viele der Arbeiter in der Eisenbahnergewerkschaft American Railway Union (ARU) einschrieben, die bei der Great Northern Railway erfolgreich eine Rücknahme der Lohnkürzungen durchgesetzt hatte. Geführt wurde diese Organisation von Eugene V. Debs. Als die Konjunktur sich etwas belebte, stellte die Pullman Company 2.000 neue Beschäftigte ein. Deren Löhne waren jedoch noch geringer als die der anderen Beschäftigten. Die Pullman-Arbeiter bildeten im Mai 1894 ein Komitee, das dem Management diese unbefriedigende Situation schilderte und Abhilfe forderte. Dies hatte die Kündigung von drei Komiteemitgliedern zur Folge. Ihnen wurde mangelnde Arbeitsleistung vorgeworfen. Diese Entlassung führte am 11. Mai 1894 zur Arbeitsniederlegung in der Arbeiterschaft. Der wilde Streik führte zu einem effektiven Produktionsrückgang in den Pullman-Werkstätten. Das Angebot einer Schlichtung lehnte der Arbeitgeber ab und sperrte alle Beschäftigten durch Werksschließung aus. Zu diesem Zeitpunkt waren rund 35 Prozent der Belegschaft in der ARU organisiert.

## Auswirkungen des Streiks
Die Arbeiter riefen die Gewerkschaft auf deren Delegiertenversammlung in Chicago dazu auf, ihren Arbeitskampf zu unterstützen. Eugene V. Debs versuchte die Eisenbahner zu überzeugen, dass eine längere Arbeitsniederlegung zu riskant sei. Es könnte zu Gegenmaßnahmen der Eisenbahngesellschaften und der Regierung und somit zu einer Schwächung der ARU kommen. Zudem schloss er die Möglichkeit nicht aus, dass Streikbrecher diesen Arbeitskampf unterlaufen könnten. Die Delegierten ignorierten seine Warnungen und beschlossen, die Fertigung von Pullman-Waggons ab dem 26. Juni zu verweigern, wenn die Firma einer Konfliktschlichtung nicht zustimme.
Die ARU half dabei, einen großflächigen Streik zu organisieren. Debs appellierte nun bei seinen Mitgliedern an die Solidarität mit den Pullman-Beschäftigten. Er verfügte einen Boykott aller Pullman-Schlafwagen. Wo sich die Wagen nicht vom Zug abkuppeln ließen, sollte das Netz der betreffenden Eisenbahngesellschaft bestreikt werden.
Die Eisenbahngesellschaften sahen ihrerseits darin ihre Chance, die Gewerkschaft loszuwerden. Die General Managers Association (Generaldirektorenverband) aller 24 Bahnlinien, die die Stadt Chicago anfuhren, wies die Entlassung jedes Arbeiters an, der versuchte, einen der Wagen abzuhängen. Die Schlafwagen wurden teilweise mit Postzügen gefahren.
Es wurden jedoch viele der Versorgungswege unterbrochen, als organisierte Eisenbahner im gesamten Land in einem Sympathiestreik die Züge mit Pullman-Wagen (später auch Wagner-Eisenbahnwagen) blockierten, indem sie deren Abfertigung verweigerten. An dem Streik beteiligten sich landesweit Zehntausende von Beschäftigten. Besonders effektiv war er bei den transkontinentalen Eisenbahnverbindungen von Chicago in den Westen der USA.
Die US-Regierung erwirkte am 2. Juli vor einem Bundesgericht mit Hilfe des Sherman Antitrust Acts ein Verbot jeglicher Streikunterstützung durch die Eisenbahnergewerkschaft. Als am 3. Juli 1894 Bundestruppen in Chicago eingesetzt wurden, kam es zu einer weiteren Eskalation durch die Streikenden.

„Handel und Verkehr sind in einer Weise, wie sie nie dagewesen, gehemmt und die Verproviantierung einzelner Großstädte unterliegt bereits Schwierigkeiten. Auf den meisten Linien können keine Züge verkehren, und wo dies geschieht, werden sie mit Gewalt zur Entgleisung gebracht. Bei Bloomington wurden 14 Eisenbahnzüge mit 2000 Fahrgästen von den Streikenden aufgehalten. Die Brücken der Atlantic-Pacific-Bahn bei Needles, in der Grafschaft San Bernardino, wurden von einem Volkshaufen verbrannt. Auf Blue Island wurde ein Dutzend Waggons durch Brandstifter vernichtet. In Michigan bemächtigten sich 4000 Ausständige der Bergwerke; es kam dabei zu Zusammenstößen, bei denen mehrere Personen getödtet wurden.“

## Niederschlagung
Der mit schweren Ausschreitungen einhergehende Ausstand wurde von Arbeitswilligen sowie von mehreren tausend Polizisten, US Marshals, Angehörigen der Nationalgarde und der US-Armee unter dem Kommando von Nelson Miles niedergeschlagen. Das Militär war von Präsident Grover Cleveland mit dem Argument in Marsch gesetzt worden, dass der Streik die Zustellung der Post innerhalb der USA behindere. Die freie Fahrt der Postzüge müsse gewährleistet werden. Der Truppeneinsatz durch den US-Präsidenten geschah auf Wunsch des Pullman-Vorstandes und gegen den Willen des Gouverneurs von Illinois, John Peter Altgeld, und des Chicagoer Bürgermeisters John Patrick Hopkins.
Am 6. Juli 1894 steckten etwa 6000 Revoltierende im Süden Chicagos 700 Eisenbahnwagen in Brand. Am 7. Juli 1894 wurden Gebäude der schon beendeten Weltausstellung 1893 am Jackson Park in Brand gesetzt. Unter den Gebäuden, die abbrannten, waren die Ausstellungshallen für Fabrikation, für Elektrizität, für Mechanik, für Landwirtschaft sowie die Eisenbahnstation der Messe. Es ist möglich, dass unzufriedene Pullman-Beschäftigte auch diesen Brand legten.
Die Büros der ARU wurden von Polizei und Armee verwüstet und die Gewerkschaftsführer verhaftet. Gewerkschaftsmitglieder wurden vom Arbeitgeber entlassen und ihre Namen auf Schwarze Listen in den Lohnbüros gesetzt, um eine Wiedereinstellung zu verhindern.
Der Ausstand kostete insgesamt 13 Menschen das Leben, 57 wurden verletzt. Der Sachschaden wurde auf 80 Millionen US-Dollar geschätzt. Gewerkschaftschef Debs und andere ARU-Führer wurden als „Verschwörer“ angeklagt und der Störung des Postverkehrs für schuldig befunden. Debs wurde zu sechs Monaten Gefängnis verurteilt.
Am 2. August 1894 war der Streik beendet. Die Pullman Company nahm ihren Betrieb wieder auf. Die Beschäftigten mussten hinterher unterschreiben, dass sie sich nicht mehr gewerkschaftlich organisieren.

## Folgen
- Zur Zeit seiner Haft war Debs noch kein Sozialist. Im Staatsgefängnis las er jedoch die Werke von Karl Marx. Nach seiner Freilassung 1895 wurde er der führende Kopf der Sozialisten in Amerika. Er kandidierte fünfmal mit Unterstützung der Sozialistischen Partei Amerikas für das Präsidentenamt, erstmals im Jahr 1900.
- Kurz vor der Wende zum 20. Jahrhundert begann die Arbeiterklasse der Vereinigten Staaten, sich gegen die negativen Effekte des Kapitalismus zu wehren. Sie kämpfte für bessere Löhne, bessere Arbeitsbedingungen und einen weniger anstrengenden Arbeitszeitplan. Sozialistisches Gedankengut wurde vorgetragen, welches die Arbeit als das wichtigste Produktionsmittel anführte und deren Ausbeutung durch Kapitalisten herausstellte. Wie der Erfolg des Pullman-Streiks bewies, ist die wirkungsvollste Waffe der Gewerkschaften ein Streik.
- Die Stimmung der Tarifpartner war danach in den USA lange beeinträchtigt. Eine Analyse der Hintergründe des Pullman-Streiks gelang unter dem Titel A Modern Lear Jane Addams, Mitglied eines Schlichtungsausschusses und sozial engagierte Politikerin. Sie konnte ihren Artikel jedoch erst 1912 publizieren.
- Der Streik führte dazu, dass wenige Tage nach dem Ende des Streiks der Labor Day am 1. September 1894 als offizieller nationaler Feiertag festgeschrieben wurde.[5]

## Rezeption
- Der Pullman-Streik spielt eine Rolle im Roman Agnes des schweizerischen Schriftstellers Peter Stamm.
- Im Roman Colorado Avenue (deutsch: Der Kanisterkönig, 2007 auch verfilmt) des finnlandschwedischen Schriftstellers Lars Sund gibt es ein Kapitel mit einer Schilderung des Pullman-Streiks.